# Zlatolist Hill
Der Zlatolist Hill (englisch; bulgarisch хълм Златолист wrach Slatolist) ist ein 956 m hoher Hügel auf der Trinity-Halbinsel des Grahamlands im Norden der Antarktischen Halbinsel. Er ragt 5,03 km westnordwestlich des Mount Schuyler, 7,09 km nordöstlich der Aureole Hills, 7,2 km östlich des Tinsel Dome und 19,98 km südlich des Ledenika Peak aus den nördlichen Ausläufern des Detroit-Plateaus auf. Der Russell-West-Gletscher liegt nördlich von ihm.
Deutsche und britische Wissenschaftler kartierten ihn 1996 gemeinsam. Die bulgarische Kommission für Antarktische Geographische Namen benannte ihn 2010 nach der Ortschaft Slatolist im Südwesten Bulgariens.